# ラム (バンド)
ラム（Lamb）は、イギリス、マンチェスターでボーカルのルイーズ・ローズ（Louise Rhodes）と作曲家のアンディ・バーロウ（Andy Barlow）の2人によって1996年に結成されたバンド。ラップトップを使ったクラブミュージックをメインに、生のパーカションを多用するなどドラムンベース・ユニットとして知られる。ポーティスヘッドやビョークなどもよく引き合いに出され、トリップ・ホップやブリストル系の音楽としての認知が高い。

## 経歴
ルイーズは、それまで音楽雑誌やファッション雑誌でカメラマンとして活動。一方アンディは両親の都合により高校時代をアメリカで過ごし、そこで知ったヒップホップ・ミュージックから強い影響を受け、卒業と同時にレコーディング・エンジニアのセミナーを受けるためにマンチェスターへ渡る。共通の友人を介してスタジオで知り合った2人は意気投合し、ラムを1996年に結成する。その後、2人で制作したデモ・テープがすぐにレコード会社の目に留まり、同年にデビューする。このとき、ルイーズ・ローズは29歳、アンディ・バーロウは20歳。
キャロル・キングやジョニ・ミッチェル、レナード・コーエンなどから影響を受けたというルイーズは、「愛情や、生きる喜びといったものを歌にしたい」という考えがあった。しかし、アンディは「ダークで、愛情なんてほとんど感じられないような、ポップじゃないものを作りたい」という正反対の方針があり、レコーディングをするたびに2人は激しい討論を繰り返したという。そのため、ラムの音楽は、ブリストルやドラムンベース、ダークなエレクトロ・ミュージックに通じる破壊的で暴力的なサウンドを持つと同時に、歌詞に目を向けるとそこには希望や愛情、平和といった正反対の世界が展開されているという独自の世界を得た。
「自分の変わった声質を上手く理解して使ってくれるのはアンディぐらい」というルイーズと、「彼女のような変わった声質を持ったボーカリストと何かをしたい」というアンディは、方針の違いでぶつかりつつも4枚のスタジオ・アルバムをリリース。
2004年にベスト・アルバム、2005年リミックス・アルバムを発売。その後、ボーカルのルイーズは、ルー・ローズ（Lou Rhodes）として2006年にアルバム『Beloved One』でソロ・デビュー。次いで2007年には『Bloom』をリリースしている。アンディは、2007年に新しいボーカリストを招き、ユニット「Lunaseeds」を結成。ラムとしての活動は停止している。

## ディスコグラフィ

### スタジオ・アルバム
- 『ラム』 - Lamb (1996年/1997年、Fontana/マーキュリー・ミュージック)
- 『フィア・オブ・フォー』 - Fear of Fours (1999年、Polygram/マーキュリー・ミュージック)
- What Sound (2001年、Koch)
- Between Darkness and Wonder (2003年、Koch)
- 5 (2011年、Lamb/Strata)
- Backspace Unwind (2014年、Strata/Butler)
- The Secret of Letting Go (2019年、Cooking Vinyl)

### ライブ・アルバム
- Live at Koko (2011年、Strata)
- Live at Manchester Cathedral (2017年、Live Here Now)

### コンピレーション・アルバム
- Best Kept Secrets: The Best of Lamb 1996-2004 (2004年、Universal)
- What is that sound? - Lamb Remixed (2005年、Mercury/Universal)

### ミックス・アルバム
- Back To Mine: The Voodoo Sessions (2004年、DMC)